# USS Vendace (SS-430)
USS Vendace (SS-430) – okręt podwodny typu Tench był jedynym okrętem US Navy noszącym nazwę pochodzącą od specyficznego gatunku sielawy pochodzącego z okolic Wielkiej Brytanii. Jego konstrukcja została zatwierdzona i budowę rozpoczęto w Cramp Shipbuilding Company w Filadelfii, ale kontrakt anulowano 29 czerwca 1944 r.
Ten artykuł zawiera treści udostępnione w ramach domeny publicznej przez Dictionary of American Naval Fighting Ships. 